# Memecylaceae
Memecylaceae es una familia de plantas fanerógamas que contiene alrededor de 450 especies  de árboles y arbustos repartidas en siete géneros. Son nativos de regiones tropicales.

## Géneros
- Lijndenia
- Memecylon
- Mouriri
- Pternandra
- Spathandra
- Votomita
- Warneckea

## Sinonimia
- Mouririaceae[1]